# توني فورسبرغ
توني فورسبرغ (بالسويدية: Tony Forsberg)‏ هو مصور سينمائي سويدي، ولد في 13 أغسطس 1933.

## وصلات خارجية
- توني فورسبرغ على موقع IMDb (الإنجليزية)
- توني فورسبرغ على موقع ألو سيني (الفرنسية)
- توني فورسبرغ على موقع أول موفي (الإنجليزية)
- توني فورسبرغ على موقع قاعدة بيانات الأفلام السويدية (السويدية)
- توني فورسبرغ على موقع قاعدة بيانات الفيلم (الإنجليزية)
- توني فورسبرغ على موقع كينوبويسك (الروسية)